# Philharmonia Hungarica
A Philharmonia Hungarica foi uma orquestra sinfônica baseada na Alemanha, existiu entre 1956 e 2001.
Foi fundada em Baden bei Wien, perto de Viena, por músicos húngaros que fugiram do seu país quando este foi invadido pela União Soviética em 1956.